# 斯維亞季利夫卡
49°27′51″N 32°49′14″E / 49.46417°N 32.82056°E
斯維亞季利夫卡（烏克蘭語：Святилівка），是烏克蘭中部的村莊，隸屬波爾塔瓦州的克雷門丘克區。該村距離克里瓦魯達1公里，面積6.559平方公里，海拔高度83米，2001年人口1,594。